# 成田市の学校一覧
成田市の学校一覧（なりたしのがっこういちらん）は千葉県成田市にある学校をとりまとめたものである。

## 大学
- 国際医療福祉大学成田キャンパス

## 高等学校
※以下は最初の（）内を設置課程とし、次の（）内を設置科とする。
公立高等学校
- 千葉県立成田西陵高等学校（全日制）（環境建設科・生産技術科・生産流通科・情報科学科・生活科学科）
- 千葉県立成田国際高等学校（全日制）（普通科・国際科）
- 千葉県立成田北高等学校（全日制）（普通科）
- 千葉県立下総高等学校（全日制）（生産技術科・航空車両整備科 ・情報ビジネス科）

私立高等学校
- 成田高等学校（全日制）（普通科）

## 義務教育学校
市立義務教育学校
- 成田市立下総みどり学園
- 成田市立大栄みらい学園

## 中学校
市立中学校 ※は防音校舎
- 成田市立成田中学校
- 成田市立遠山中学校 ※
- 成田市立久住中学校※
- 成田市立西中学校

- 成田市立中台中学校
- 成田市立吾妻中学校
- 成田市立玉造中学校
- 成田市立公津の杜中学校

私立中学校
- 成田高等学校付属中学校

### 廃校
- 成田市立八生中学校　（1964年公津中と統合し西中学校へ）
- 成田市立公津中学校　（1964年八生中と統合し西中へ）
- 成田市立中郷中学校　（1970年成田中学校へ統合）
- 成田市立豊住中学校　（2009年成田中学校へ統合）
- 成田市立下総中学校　（2017年、成田市立下総小学校と統合し義務教育学校の成田市立下総みどり学園へ）
- 成田市立大栄中学校　(2021年、成田市立大須賀小学校・桜田小学校・前林小学校・津富浦小学校・川上小学校と統合し義務教育学校の成田市立大栄みらい学園へ)

## 小学校
市立小学校 ※は防音校舎
- 成田市立成田小学校
- 成田市立遠山小学校 ※
- 成田市立三里塚小学校 ※
- 成田市立久住小学校 ※
- 成田市立豊住小学校
- 成田市立八生小学校
- 成田市立公津小学校

- 成田市立向台小学校
- 成田市立加良部小学校
- 成田市立橋賀台小学校
- 成田市立新山小学校
- 成田市立吾妻小学校
- 成田市立玉造小学校
- 成田市立中台小学校

- 成田市立神宮寺小学校
- 成田市立平成小学校
- 成田市立本城小学校 ※
- 成田市立公津の杜小学校
- 成田市立美郷台小学校

私立小学校
- 成田高等学校付属小学校

### 廃校
- 成田市立久住第一小学校 ※（2011年久住第二小学校と統合し久住小学校へ）
- 成田市立久住第二小学校 ※（2011年久住第一小学校と統合し久住小学校へ）
- 成田市立中郷小学校 ※（2011年美郷台小学校へ統合）
- 成田市立東小学校※（2014年遠山小学校へ統合）
- 成田市立滑河小学校 ※（2014年、成田市立下総小学校・成田市立下総中学校の小中一貫校下総みどり学園開校に伴い統合）
- 成田市立小御門小学校 ※（2014年、成田市立下総小学校・成田市立下総中学校の小中一貫校下総みどり学園開校に伴い統合）
- 成田市立名木小学校 ※（2014年、成田市立下総小学校・成田市立下総中学校の小中一貫校下総みどり学園開校に伴い統合）
- 成田市立高岡小学校　※（2014年、成田市立下総小学校・成田市立下総中学校の小中一貫校下総みどり学園開校に伴い統合）
- 成田市立下総小学校 （2017年、成田市立下総中学校と統合し義務教育学校の成田市立下総みどり学園へ）

- 成田市立前林小学校 （2021年、成田市立大栄みらい学園へ統合）
- 成田市立大須賀小学校 （2021年、成田市立大栄みらい学園へ統合）
- 成田市立川上小学校 （2021年、成田市立大栄みらい学園統合）
- 成田市立桜田小学校 （2021年、成田市立大栄みらい学園へ統合）
- 成田市立津富浦小学校 （2021年、成田市立大栄みらい学園へ統合）

## 幼稚園
市立幼稚園
- 大栄幼稚園

私立幼稚園
- 成田幼稚園
- 三里塚幼稚園
- はぼたん幼稚園

- 聖徳大学附属成田幼稚園
- くすのき幼稚園
- はしが台幼稚園

- はくと幼稚園
- 玉造幼稚園
- 公津の杜幼稚園

## 専修学校
- NATS/日本自動車大学校 ニホン・オートモービル・カレッジ
- 成田航空ビジネス専門学校
- 成田国際福祉専門学校
- 一葉福祉学院
- 成田赤十字看護専門学校
- 二葉看護学院

## 海外帰国子女・外国人子女・障害児等教育
各設置校の詳細については、成田市役所教育指導課へ。
- 外国人子女等学級設置校
三里塚小学校、橋賀台小学校、平成小学校、本城小学校、遠山中学校、吾妻中学校（ポルトガル語・スペイン語）
玉造小学校、玉造中学校（中国語）
平成小学校（タイ語）
- 知的障害特殊学級設置校
  - 成田小学校、三里塚小学校、公津小学校、加良部小学校、吾妻小学校
  - 中台小学校、平成小学校、成田中学校、遠山中学校、西中学校
- 言葉の教室設置校
  - 成田小学校、本城小学校、中台小学校
- 情緒障害特殊学級設置校
  - 成田小学校、平成小学校、三里塚小学校、中台小学校、橋賀台小学校、吾妻中学校、西中学校